# Вестготське письмо
Вестго́тське (іноді візіго́тське) письмо́ — штиб середньовічного письма, що походило з Вестготського королівства на території Піренейського півстрова. Іноді також зветься littera toletana і littera mozarabica.

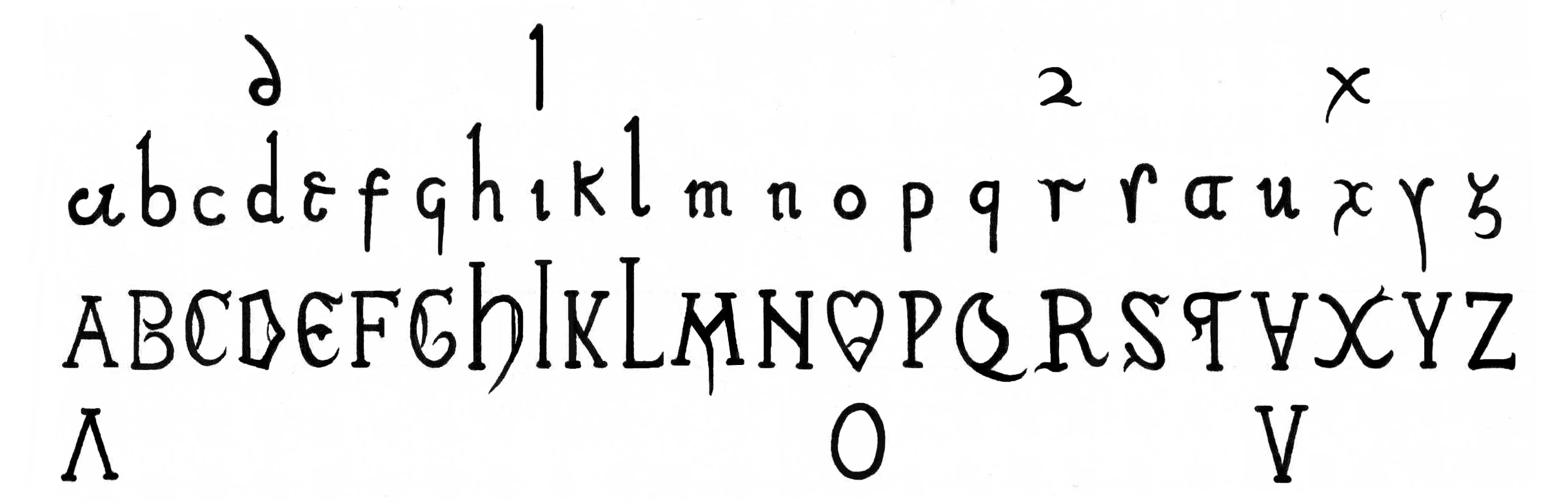
Латинська абетка вестготського штибу

Застосовувалося з кінця VII до XIII століття переважно у Вестготській Іберії, а також подекуди на півдні Франції, вдосконалювалось протягом IX—XIII століть, але згодом вийшло з ужитку. Це письмо постало з унціального, тому має риси унціального письма, наприклад це стосується напису літери «g».

Перетворення вестготської z на c із седиллю — (ç)

Інші виразні риси — відкрита горішня дужка літери «a» (що робить її схожою з «u»), подібні між собою форми літер «r» і «s», довга літера «i», схожа з «l». Існують дві форми літери «d», одна з прямим виносним елементом, а друга з похиленим вліворуч. Горішня риска літери «t» має гачок, що закруглюється вліворуч; «t» має багато інших форм, що застосовуються в лігатурах, також є дві лігатури «ti» на позначення твердої та м'якої вимови цього сполучення. Цікава ознака вестготського письма — це наявність особливої літери «z», що згодом, у каролінзькому письмі, перетворилась на седилью («ç»).